# Кацура
{{Taxobox
| name = Кацура
| image = Cercidiphyllum magnificum leaves 2.jpg
| image_width = 250п
| image_caption = Cercidiphyllum magnificum
| regnum = 
| divisio = 
| classis = 
| ordo = 
| familia = 
| genus = 
| genus_authority = Siebold & Zucc.
| subdivision_ranks = врсте
| subdivision =
- -{Cercidiphyllum japonicum
- Cercidiphyllum magnificum}-

| range_map = Cercidiphyllaceae distribution.svg
| range_map_caption = Ареал рода Cercidiphyllum.
}}
Род Кацура (Cercidiphyllum) је једини у монотипској фамилији Cercidiphyllaceae. Врсте које сачињавају овај род су Cercidiphyllum japonicum и Cercidiphyllum magnificum, а распрострањене су у Јапану и Кини где им је народни назив Кацура. Научни назив Cercidiphyllum односи се на сличност листова са Јудиним дрветом (Cercis) са којим је потпуно несродан; део назива diphyllum (дволисни) односи се на наспраман распоред листова (два у нодусу) за разлику од наизменичног распореда код Јудиног дрвета. Обе врсте су диморфне, а карактеришу их два типа листова. Листови краткораста су широко срцасти или бубрежасти, са прстастом нерватуром и ивицом назубљеном заобљеним зупцима; дугорасти имају елиптичне до широкојајасте листове целих или фино назубљених ивица. Листови варирају: дуги су 3-8 cm и 3-5,5 cm широки. Овај дводоми род цвета у рано пролеће. Цветови су неупадљиви и опрашују се ветром (анемофилни су). Плодови су мешкови у групи од 2 до 4. Дужина мешкова не прелази 2 cm; садрже велики број ситног окриљеног анемохорног семена. Плодови сазревају у јесен, а ослобађају семе у току јесени и зиме. 
Cercidiphyllum magnificum је ендемска врста у централном Хоншуу где расте на нешто већим надморским висинама од Cercidiphyllum japonicum. Достиже висину од 10 m, кора је глатка а листови нешто крупније до 8 cm дужине и 5,5 cm ширине. Стипуле су постојане, а криоца обухватају семе са оба краја. Полен може изазвати алергијске реакције.